# Polytrichum glabrum
Polytrichum glabrum là một loài rêu trong họ Polytrichaceae. Loài này được Brid. ex Schrad. mô tả khoa học đầu tiên năm 1803.